# راجر بورلند
راجر بورلند (انگلیسی: Roger Bourland؛ زادهٔ ۱۳ دسامبر ۱۹۵۲) آهنگساز اهل ایالات متحده آمریکا است.